# Otto Grot
Otto Grot (* 17. Juli 1905 in Kastorf; † 10. September 1987 in Hamburg) war ein deutscher  Leitender Polizeidirektor, Kommandeur der Schutzpolizei in Hamburg und Widerstandskämpfer gegen den Nationalsozialismus.

## Leben und Wirken
Der im Kreis Herzogtum Lauenburg geborene Otto Grot besuchte eine Volks- und Realschule in Hamburg. Anschließend absolvierte er eine Berufsausbildung als Tischler. Bereits in jungen Jahren nahm er am politischen und gesellschaftlichen Leben Hamburgs teil. Er übernahm den Vorsitz der Holzarbeiterjugend sowie der Jusos in Barmbek. Er gehörte der Sportriege der Vereinigung Republik an und übernahm später die Leitung der Schutzformation 11 des Reichsbanners Schwarz-Rot-Gold. Zudem leitete Grot Hundertschaften der Schutzformationen 10, 11, 17 und 18 und war deren stellvertretender Abteilungsführer. 1931 übernahm er stellvertretend die militärische Gauleitung des Hamburger Reichsbanners.
Als überzeugter Demokrat trat Grot am 21. Juli 1925 in die Hamburger Ortspolizei ein. Den Dienst trat er als Hilfswachtmeister in der Stammabteilung an, die Ausbildungsaufgaben wahrnahm. Grot durchlief eine einjährige Ausbildung und arbeitete anschließend in der zweiten und dritten Wachmannschaft. Berufsbegleitend bildete er sich über drei Jahre fort und erlangte somit die Obersekundareife. 1929 nahm er an einer Demonstration teil, während derer er ernsthafte Verletzungen erlitt. Grot absolvierte erfolgreich eine einjährige Ausbildung als Oberbeamter in Groß Borstel und erhielt zum 1. Januar 1932 einen Titel als Polizeileutnant. Er leitete zunächst einen Zug der 12. Wachbereitschaft. Anschließend wechselte er in die Stammabteilung, wo er als Ausbildungsoffizier arbeitete.
Nach der Machtergreifung beurlaubten die Nationalsozialisten Grot, der sich auch gewerkschaftlich engagiert hatte, am 7. März 1933. Am 30. Juni desselben Jahres folgte die Entlassung aus dem Polizeidienst. Grot erhielt seitdem keine Versorgungsbezüge mehr und hatte in der Folgezeit große Probleme, eine geregelte Anstellung zu finden. Die Gestapo untersagte ihm, in einem „wehrwirtschaftlich geschützten“ Unternehmen zu arbeiten und durchsuchte mehrfach seine Wohnung. Grot engagierte sich aktiv im Widerstand, der auf Grundlage der verbotenen Schutzformationen, insbesondere im Bereich Barmbek, arbeitete. Er arbeitete eng mit anderen Sozialdemokraten, darunter Theodor Haubach, zusammen. Gemeinsam mit anderen ehemaligen Mitgliedern des Reichsbanners Schwarz-Rot-Gold wurde er 1937 inhaftiert. Das Oberlandesgericht Hamburg verhängte ein Jahr später eine Haftstrafe von zweieinhalb Jahren Zuchthaus. Haftgrund war „Vorbereitung zum Hochverrat“. Grot verbrachte die Haftzeit im Emslandlager Aschendorfermoor. Nach der Einberufung zur Strafdivision 999 musste er ab 1943 Kriegsdienst leisten. Nach Kampfeinsätzen in Griechenland nahmen ihn jugoslawische Truppen fest und inhaftierten ihn in einem Gefangenenlager in Smederevo. Grot übernahm hier den Vorsitz des Antifaschistischen Lagerausschusses.
Nachdem Polizeichef Bruno Georges und Behörden der britischen Besatzungsmacht um Freilassung gebeten hatten, wurde Grot am 22. Juni 1946 aus der Kriegsgefangenschaft entlassen. Er ging nach Hamburg, wo er eine neue Stelle als Chef eines Polizeireviers erhielt. Er leitete die „Polizei-Einsatz-Abteilung“ und ab 1949 als Gruppenchef die Polizeigruppe Ost. Auf Empfehlung des damaligen Polizeisenators Lothar Danner wurde Grot 1952 Leitender Polizeidirektor sowie Kommandeur der Schutzpolizei. Er leitete somit das Amt der Schutzpolizei. Nachdem Bruno Georges das Amt des Polizeipräsidenten übernommen hatte, war Grot der ranghöchste Beamte im Hamburger Polizeivollzug.
Von 1947 bis 1952 übernahm er den Vorsitz des Gesamtbeamtenausschusses, der sich später zum Personalrat entwickelte. Grote überzeugte im Dienst insbesondere durch menschliche und stringente Führung. Sein Grundverständnis als Polizist basierte auf den Erfahrungen, die er während der Weimarer Republik gesammelt hatte. Besonders zu erwähnen ist sein Engagement während der Sturmflut 1962. Grot konnte erreichen, dass Truppen der Bundeswehr am frühen Morgen des 17. Februar alarmiert wurden und Hilfe leisteten.
Am 30. September 1965 ging Grot in den Ruhestand. Anschließend war er weiter politisch aktiv und stand in engem Kontakt zu ehemaligen Mitgliedern des Reichsbanners. Er starb im September 1987 und galt bis dahin als bedeutender Zeitzeuge für die Historie der SPD in Hamburg sowie die Geschichte des Reichsbanners und der Hamburger Polizei.
Otto Grot hatte am 29. April 1933 Gertrud Wünsche geheiratet. Das Ehepaar hatte zwei Söhne. Beigesetzt wurde er auf dem Friedhof Ohlsdorf. Dort ruht er im Ehrenfeld der Geschwister-Scholl-Stiftung.

## Ehrungen
Der Hamburger Senat beschloss 1995, die Otto-Grot-Straße in Neuallermöhe nach dem ehemaligen Polizeidirektor zu benennen. Geehrt werden sollten damit der Kampf im Widerstand und das Lebenswerk. In der Landespolizeischule Hamburg (heute Akademie der Polizei) erinnert seit 2000 der Name des Repräsentationsraumes (heute Polizeimuseum) an Otto Grot.